# Да Силва, Джон
Джон Уолтер да Силва (англ. John Walter da Silva; 11 июня 1934, Пукекохе — 8 апреля 2021) — новозеландский борец, боксёр, профессиональный реслер, тренер. Участник летних Олимпийских игр в Мельбурне.

## Биография
Джон да Силва родился 11 июня 1934 года в городе Пукекохе региона Окленд. Происходит из смешанной семьи, имеющей португальские, африканские, английские и полинезийские корни. Занимался борьбой и боксом, начиная с 1953 года регулярно выступал на различных любительских соревнованиях.
Первого серьёзного успеха в спорте добился в 1955 году, когда стал чемпионом Новой Зеландии по вольной борьбе и одновременно с этим завоевал титул чемпиона Окленда по боксу в тяжёлой весовой категории.
В 1956 году вошёл в основной состав новозеландской национальной сборной по борьбе и, благодаря череде удачных выступлений, удостоился права защищать честь страны на летних Олимпийских играх в Мальбурне. Состязался здесь с советским борцом Иваном Выхристюком и представителем Ирана Хусейном Ноори, но обоим проиграл со счётом 0:3 и лишился шансов побороться за призовые места.
После мельбурнской Олимпиады да Силва ещё в течение некоторого времени оставался в борцовской команде Новой Зеландии и продолжал принимать участие в крупных международных турнирах. Так, в 1958 году он побывал на Играх Британской империи и Содружества наций в Кардиффе, где, тем не менее, попасть в число призёров также не смог.
Впоследствии перешёл в профессиональный реслинг, выступал во многих городах Новой Зеландии и по всему миру. В общей сложности шесть раз становился чемпионом Британской империи и Содружества наций по новозеландской версии National Wrestling Alliance.
В 1977 году принял решение завершить спортивную карьеру и занялся тренерской деятельностью, работал с подростками из неблагополучных семей. В 1994 году за плодотворную общественную деятельность награждён медалью Почётного ордена королевы.
Проживал на острове Грейт-Барриер. Его сын Гарт да Силва стал довольно известным боксёром, выступал на Олимпийских играх в Атланте и на двух чемпионатах мира.